# Clarence Drive
Pour les articles homonymes, voir Clarence.

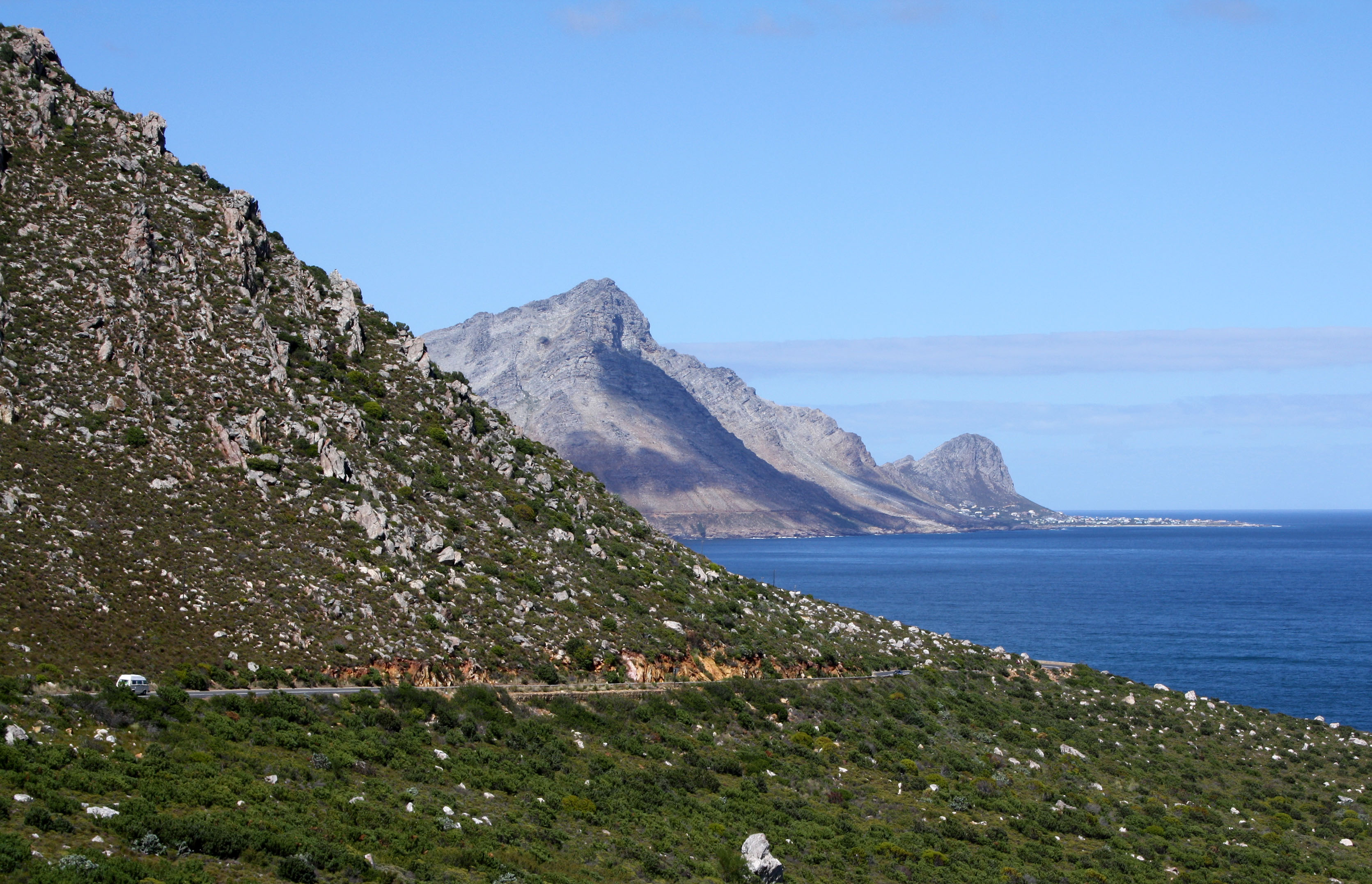
Klein-Hangklip vu depuis Clarence Drive.

Clarence Drive est une route côtière d'Afrique du Sud  empruntée par la route R44 entre Gordons Bay et Rooi-Els. 

## Géographie
Cette route touristique, longue de 22 km, offre une vue panoramique sur False Bay, le littoral, la montagne de la Table et certaines parties de la péninsule du Cap. La côte qu'elle longe est populaire auprès des pêcheurs et des observateurs de baleines, et les plages de Kogel Bay sont particulièrement recherchées par les surfeurs. Le trajet suit la côte est de False Bay, et relie Strand à Hangklip au sud, tout comme le fait la route de Chapman's Peak.

## Histoire
Dans le passé les provisions étaient apportées à Rooi-Els par des conducteurs de bétail qui franchissaient la route. L’homme d’affaires Gerald « Jack » Clarence, qui possédait des propriétés à Hangklip et à Betty’s Bay, proposa de construire une route à travers la montagne. La construction commença en 1940 et fut achevée par des prisonniers de guerre italiens pendant la Seconde Guerre mondiale. Le 29 mai 1998, le premier ministre du Cap occidental, Gerald Morkel, inaugura des parties rénovées de la route. Il y a encore quelques virages serrés, et des éboulements se produisent parfois.

## Le trajet
La route commence près de Gordons Bay, serpente vers le sud jusqu'à l’embouchure de la rivière Steenbras, passe par Kogel Bay, Sparks Bay et Rooi-Els, jusqu’à Pringle Bay. Là, la route bifurque, avec une voie allant au Cap Hangklip et l’autre à Betty's Bay.